# Loisey-Culey
Loisey-Culey var en kommun i departementet Meuse i regionen Grand Est (tidigare regionen Lorraine) i nordöstra Frankrike. Kommunen låg i kantonen Ligny-en-Barrois som tillhör arrondissementet Bar-le-Duc. År 2012 hade Loisey-Culey 464 invånare.
Kommunen bildades år 1973, då kommunerna Culey och Loisey gick samman. Den 1 juli 2014 upphörde Loisey-Culey, då den återigen delades upp i kommunerna Culey och Loisey.

## Befolkningsutveckling
Antalet invånare i kommunen Loisey-Culey
| Referens: INSEE |